# 도 (불교)
불교 용어로서의 도(道)는 대표적인 뜻으로는 길 또는 진리를 뜻하는데, 구체적으로는 다음의 여러 가지 뜻이 있다.
1. 성도(聖道) 또는 무루성도(無漏聖道): 진리에 들어가는 길
2. 4성제의 도제(道諦): 괴로움의 소멸에 이르는 길
3. 4제 16행상(四諦十六行相) 가운데 하나
4. 유리(遊履) · 통입(通入)
5. 진리[諦]
6. 보리(菩提) 즉 완전한 깨달음
7. 능통(能通) 즉 능래왕(能來往: 능히 오고 감), 즉 인과관계

## 성도
도(道, 산스크리트어: mārga, 팔리어: magga)는 '진리에 들어가는 길' 즉 성도(聖道)를 말한다.
예를 들어, 부파불교의 설일체유부의 논사 세우는 《품류족론》에서 10지(十智) 가운데 하나인 도지(道智)에 대해  다음과 같이 말하고 있다.
 道智云何。謂於聖道思惟道如行出。所起無漏智。

 
도지(道智)란 무엇인가? 성스러운 도[聖道]에 대하여 '그것은 진리에 들어가는 길[道]이며 올바른 이치에 계합[如]하는 것이며 열반의 적정한 경지에 가게[行]하는 것이며 생사계를 벗어나게[出] 하는 것이다'라고 사유하여 일으킨 무루의 지혜이다.
 — 《품류족론》 제1권. 한문본 & 한글본
성도(聖道, 산스크리트어: ārya-mārga, 영어: holy path, sacred path)는 성스러운 길, 또는 성인의 길, 또는 완전한 깨달음[聖]에 이르는 길이라는 뜻으로, 고타마 붓다의 교법 즉 불교 자체를 뜻하기도 하며, 4성제의 도제 즉 8정도를 뜻하기도 한다.
불교 일반에서, 성도(聖道)는 속도(俗道)에 대해 출세도(出世道)를 말하는 것으로 불교에서 세속적임[俗] 또는 세간(世間)은 유루지를 뜻하고 성스러움[聖] 또는 출세간(出世間)은 무루지를 뜻한다. 이런 의미에서 성도(聖道)는 '무루지를 일부라도 증득한 이들의 길', 즉 성인(聖人)들의 길을 뜻하고, 보다 구체적으로는 부파불교와 대승불교에서 공통적으로 인정하고 있는 수행계위 또는 수행체계인 견도 · 수도 · 무학도의 3도(三道)를 말한다.
성인(聖人) 또는 성자(聖者)는 범부(凡夫)에 상대되는 말인데, 성(聖) 즉 성스러움에 대해서 세친은 《구사론》에서 다음 인용문과 같이 말하고 있다. 무루혜 또는 무루지를 다른 말로는 무루성혜(無漏聖慧)라고도 하며, 부파불교와 대승불교 모두에서 성인(聖人)은 견도(見道) 이상의 지위에 있는 유정들을 말한다.

慧有二種。有漏無漏。唯無漏慧立以聖名。

지혜[慧]에는 유루혜와 무루혜의 2가지 종류가 있는데 이 중에서 무루혜에만 '성(聖)'이라는 명칭을 쓴다.
— 《구사론》 제26권 〈7. 분별지품(分別智品)〉. 한문본 & 한글본

## 도제
도(道, 산스크리트어: mārga, 팔리어: magga)는 4성제의 도제(道諦)를 말하는데, 고 · 집 · 멸 · 도의 4성제의 문맥에서 해석할 때 도(道)는 '괴로움의 소멸에 이르는 길'을 뜻한다. 말뜻 자체는 '진리에 들어가는 길' 또는 '성인의 길'이라는 뜻의 성도(聖道)와 다르지만 그 본질은 동일하다.
세우는 《품류족론》에서 10지(十智) 가운데 하나인 진지(盡智)에 대해 다음과 같이 말하고 있다.
 盡智云何。謂自遍知。我已知苦。我已斷集。我已證滅。我已修道。由此而起。智見明覺。解慧光觀。皆名盡智。

 
진지(盡智)란 무엇인가? 스스로 '나는 이미 괴로움[苦]을 알았다. 나는 이미 괴로움의 원인[集]을 끊었다. 나는 이미 괴로움의 소멸[滅]을 증득하였다. 나는 이미 괴로움의 소멸에 이르는 길[道]을 닦았다'라고 두루 알아서 이로 말미암아 일으키는 지(智) · 견(見) · 명(明) · 각(覺) · 해(解) · 혜(慧) · 광(光) · 관(觀)을 모두 이름하여 진지라 한다.
 — 《품류족론》 제1권. 한문본 & 한글본

## 16행상의 하나
도(道, 산스크리트어: mārga, 팔리어: magga, 영어: path to cessation)는 불교의 수행법 중 하나인 4제 16행상(四諦 十六行相) 가운데 하나로, 4성제 중 도제(道諦)에 대한 4가지 관찰 수행인 도(道) · 여(如) · 행(行) · 출(出) 가운데 도(道)를 말한다. 이것은 '도제(道諦) 즉 성도(聖道)에 대하여, 성도는 진리로 통하는 길 즉 진리에 들어가는 길[通行義]이라고 관찰하는 것'을 말한다. 《구사론》 제26권에서 세친은, 4제 16행상의 하나로서의 도(道)에 대해, 통행의(通行義: 통행의 뜻) · 치사도(治邪道: 그릇된 길을 대치함) · 여정도(如正道: 바른 길과 같음, 바른 길에 계합함)이기 때문에 도(道)라고 한다고 말하고 있다.
도(道) · 여(如) · 행(行) · 출(出)은 모두 도제(道諦)에 대한 관찰이므로, 이들을 통칭하여 도제 4행상(道諦四行相) · 도제 4행(道諦四行) 또는 도제 4상(道諦四相)이라 한다. 그리고 4성제 각각에 대해 4가지 행상이 있는데, 4제현관을 이루는 총 16가지 행상을 통칭하여 4제 16행상(四諦十六行相) 또는 간단히 16행상이라 한다. 4제현관 또는 16행상은 특히 부파불교의 주된 수행법인데, 이런 이유로 대승불교에서는 자신들의 3승(三乘)의 교의에서 부파불교를 성문승(聲聞乘)이라 불렀다. 성문 또는 성문승의 본래 의미는 '4성제를 관찰하는 것' 즉 '4제현관'을 탈것[乘] 즉 주된 수행법으로 삼아 성도(聖道)를 나아가는 수행자를 의미한다.
도제 4행상에 의해 증득되는 무루지가 10지 가운데 하나인 도지(道智)이다. 부파불교의 설일체유부의 논사 세우는 도지(道智)에 대해 다음과 같이 말하고 있다. 비록 도제 4행상이라는 낱말은 사용하고 있지 않지만, 이 진술이 뜻하고 있는 바는 도(道) · 여(如) · 행(行) · 출(出)의 도제 4행상에 의해 도지(道智)가 증득된다는 것이다.
 道智云何。謂於聖道思惟道如行出。所起無漏智。

 
도지(道智)란 무엇인가? 성스러운 도[聖道]에 대하여 '그것은 진리에 들어가는 길[道]이며 올바른 이치에 계합[如]하는 것이며 열반의 적정한 경지에 가게[行]하는 것이며 생사계를 벗어나게[出] 하는 것이다'라고 사유하여 일으킨 무루의 지혜이다.
 — 《품류족론》 제1권. 한문본 & 한글본

## 유리·통입
도(道, 산스크리트어: mārga, 팔리어: magga)는 전통적인 용어로 유리(遊履)와 통입(通入)을 말한다.
유리(遊履)는 공부하여[遊] 어떤 지위에 오르는[履] 것을 말하고, 통입(通入)은 어떤 지위에 오른 후 거기로부터 더 높은 지위를 향해 나아가서[通] 그 지위로 들어가는[入] 것을 말한다.
예를 들어, 3도 가운데 수도(修道, 산스크리트어: bhāvanā-mārga)의 '도(道)'가 이러한 뜻이다. 즉, 견도라는 지위를 유리(遊履)한 상태에서 열반이라는 지위 즉 여래지로 통입(通入)하는 것을 말한다. 달리 말해, 수도(修道)는 견도에서 무루지를 증득한 후 이 무루지를 바탕으로 수행하여 모든 수혹(修惑)을 점진적으로 제거함으로써 열반 즉 여래지로 나아가 들어가는 것을 뜻한다.

## 진리
도(道, 산스크리트어: mārga, 팔리어: magga)는 진리를 말한다.
예를 들어, 견도 · 수도 · 무학도의 3도(三道) 가운데, 견도(見道, 산스크리트어: darśana-mārga)는 '진리[諦]를 보는 단계[道]'라는 뜻에서 견제도(見諦道)라고도 하고 또는 '진리를 봄'이라는 뜻에서 견제(見諦)라고도 하는데, 전자는 '진리에 이르는 길 또는 단계'의 뜻으로 도(道, mārga)를 해석한 것이고, 후자는 '진리[諦]'의 뜻으로 해석한 것이다.
증도(證道)의 경우 다음의 세 가지 뜻이 있는데, 첫 번째와 세 번째에서 도(道)는 진리 또는 도리(道理)를 뜻한다.
1. 진리를 깨달음
2. 깨달음의 도, 즉 깨달음의 길
3. 증득한 도리

## 보리
도(道)는 보리(菩提) 즉 완전한 깨달음을 말한다.
대도(大道) 또는 무상대도(無上大道)는 보리(菩提) 즉 완전한 깨달음을 말하며, 이 경우의 도(道)와 동의어이다.
득도(得道)는 보리(菩提) 즉 완전한 깨달음을 증득[得]한 것을 말하며, 성불(成佛)의 다른 말이다.

## 능통
도(道)는 능통(能通)을 뜻하며, 능통의 일반 사전적인 의미는 능래왕(能來往) 즉 '능히 오거나 가는 것'이다. 능통(能通)은 도(道)에 대한 불교의 전통적인 여러 해석 가운데 하나이다.
능통(能通) 즉 능래왕(能來往: 능히 오고 감)에서 '온다[來]'는 것은 다른 법이 원인이 되어 해당 법이 생기는 것을 뜻하고 '간다[往]'는 것은 다시 해당 법이 원인이 되어 다른 법이 생기는 것을 뜻한다. 즉, 능통은 인과관계를 뜻한다.
예를 들어, 혹도(惑道) · 업도(業道) · 고도(苦道)의 3도(三道) 즉 윤회3도(輪廻三道)에서의 '도(道)'는 능통(能通)을 뜻한다. 즉, 번뇌[惑]가 원인이 되어 업(業)이 생기고, 다시 업(業)이 원인이 되어 고(苦)가 생기고, 다시 고(苦)가 원인이 되어 번뇌[惑]가 생기는 인과관계를 뜻한다. 윤회3도(輪廻三道)의 경우 '도(道)'는 특히 순환적 인과관계를 뜻하며, 이런 뜻에서 윤회3도를 3륜(三輪)이라고도 한다.
다른 예로, 보살의 6종성(六種性) 즉 습종성(習種性: 10주) · 성종성(性種性: 10행) · 도종성(道種性: 10회향) · 성종성(聖種性: 10지) · 등각성(等覺性: 등각) · 묘각성(妙覺性: 묘각) 가운데 3번째의 도종성(道種性)에서의 '도(道)'가 능통을 뜻한다.

## 참고 문헌
- 고려대장경연구소. 《고려대장경 전자 불교용어사전》. 고려대장경 지식베이스 / (사)장경도량 고려대장경연구소. |title=에 외부 링크가 있음 (도움말)
- 곽철환 (2003). 《시공 불교사전》. 시공사 / 네이버 지식백과. |title=에 외부 링크가 있음 (도움말)
- 운허.  동국역경원 편집, 편집. 《불교 사전》. |title=에 외부 링크가 있음 (도움말)
- (영어) DDB. 《Digital Dictionary of Buddhism (電子佛教辭典)》. Edited by A. Charles Muller. |title=에 외부 링크가 있음 (도움말)
- (중국어) 佛門網. 《佛學辭典(불학사전)》. |title=에 외부 링크가 있음 (도움말)
- (중국어) 星雲. 《佛光大辭典(불광대사전)》 3판. |title=에 외부 링크가 있음 (도움말)